# 노각차

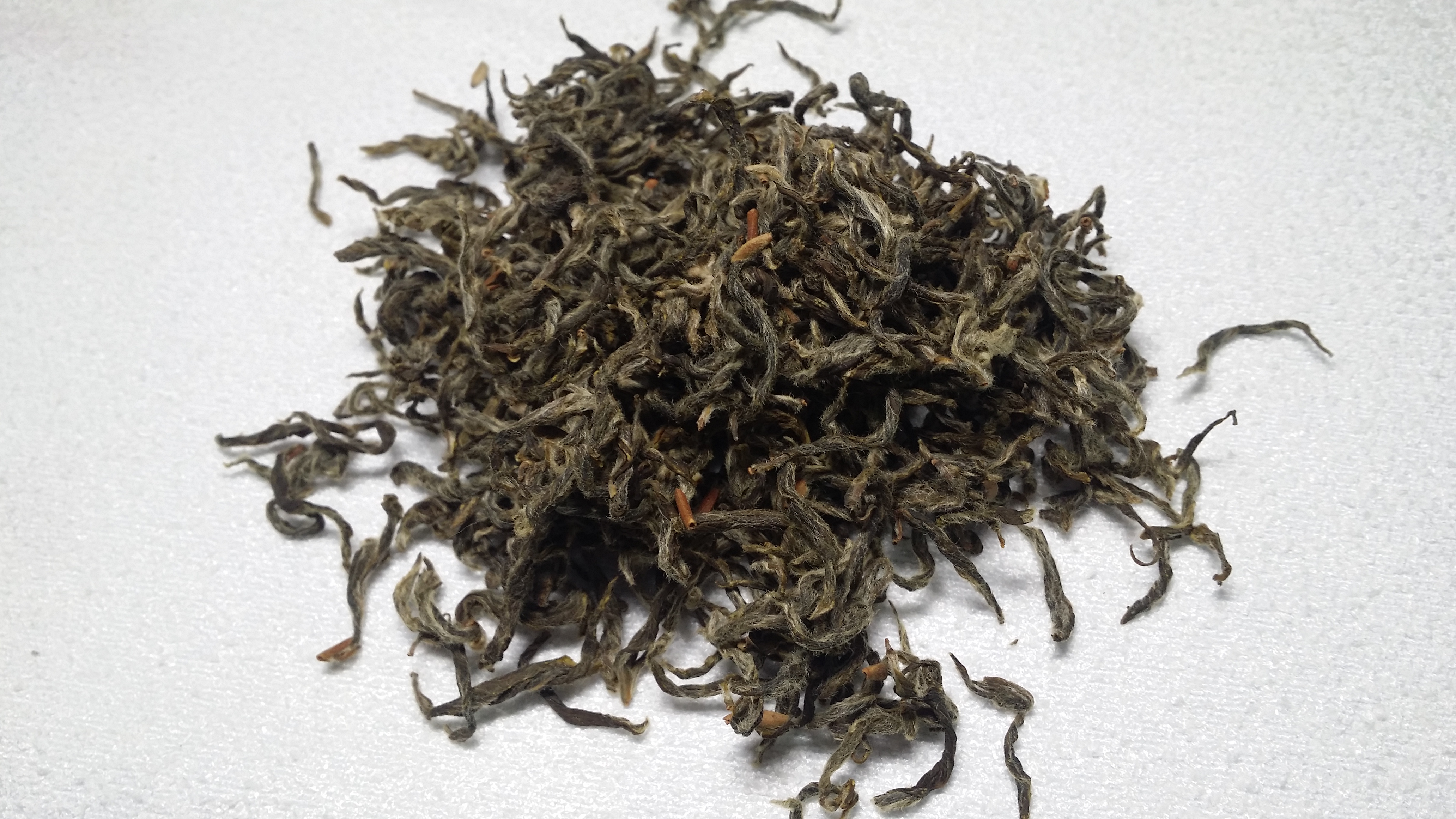
노각차

노각차는 봄철(곡우)에 노각나무의 잎을 채취해 여러 번 덖고 비비는 것을 반복해서 만든 차로 제다법은 녹차와 유사하다.
노각차는 예로부터 스님들이 이용하던 산중의 귀한 차로, 카페인이 없으며 맛과 향이 부드럽고 은은하여 마시기 좋다. 거창에서 처음으로 만들어 알려지기 시작했으며 2014년 식품공전에 등록되었다.
베타시토스테롤과 다우코스테롤 케르세틴이 주 성분이며 그 외 여러 가지 플라보노이드 성분을 함유하고 있다. 알려진 효능으로는 서근활혈(뭉친 근육을 풀어주고 피를 맑게 해줌)과 이뇨, 토사곽란에 사용되었으며 최근에는 항염, 항산화 작용이 우수하여 위염이나 위궤양에 차로 많이 이용되고 있다. 또 다른 효능으로는 간질환에 명약으로 알려져 있다. 독성이 없으며 자주 음용하여도 부작용이 없다.